# Željko Balen
Željko Balen (* 11. Oktober 1990 in Koprivnica, SFR Jugoslawien) ist ein ehemaliger kroatischer Fußballspieler.

## Karriere als Spieler
Balen begann seine Karriere in der Jugendmannschaft des NK Graničar Đurđevac, ehe er zum NK Slaven Belupo Koprivnica wechselte. 2009 wurde er dort in die erste Mannschaft geholt, ehe er in die zweithöchste österreichische Spielklasse zum TSV Hartberg ging. Sein Debüt in der Ersten Liga gab der Kroate am 6. April 2010 gegen den SKN St. Pölten, als er von Trainer Bruno Friesenbichler für Marco Schober in der 78. Minute eingewechselt wurde. Danach wechselte er eine Stufe tiefer und spielte eine Herbstsaison beim SC Weiz.
Anfang 2011 kehrte er Österreich den Rücken und spielte eine Saison in der zweithöchsten Spielklasse Bosnien und Herzegowinas bei NK Krajišnik Velika Kladuša. Im Januar 2012 kam Balen wieder nach Österreich zurück und spielte eine Frühjahrssaison in der steirischen Gebietsliga Süd (siebthöchste Spielklasse) beim SV Kirchberg/Raab, wo er den Aufstieg in die Unterliga schaffen konnte. Danach ging er in die steirische Landesliga zum SV Gleinstätten, von wo er zum österreichischen Bundesligisten SK Sturm Graz weiterwechselte.
Dort war er anfangs bei den Amateuren aktiv, ehe er sein Bundesligadebüt am 26. Mai 2013 feierte, als er beim letzten Spieltag von Trainer Markus Schopp von Anfang an gebracht wurde und durchspielte. Das Heimspiel in der UPC-Arena gegen den SC Wiener Neustadt wurde 0:3 verloren.
Im Alter von 26 Jahren beendete er seine Spielerkarriere.

## Karriere als Trainer und in anderen Funktionen
Im März 2016 erlangte Balen die UEFA-B-Trainerlizenz und zwei Jahre später die UEFA-A-Lizenz, nachdem er im Juli 2018 in Sarajevo den dafür nötigen Lehrgang absolviert hatte.
Seine erste Trainererfahrung sammelte er beim USV Grafendorf, den er Ende des Jahres 2016 übernahm und im Frühjahr 2017 trainierte. In der siebentklassigen Unterliga Ost rangierte er am Saisonende mit dem Klub auf Rang 8. Im Sommer 2018 setzte er seine Karriere als Trainer im Nachwuchsbereich des Grazer AK fort, bei dem er vor allem für die U-15-Mannschaft verantwortlich war. Diese Position hatte er bis zum COVID-19-bedingten Saisonabbruch inne und wechselte im Sommer 2020 zum SK Sturm Graz und trat bis Sommer 2021 unter Arnold Wetl als Co-Trainer der U-18-Akademiemannschaft in Erscheinung. In derselben Zeit war er auch als Spielanalyst der U-18-Akademiemannschaft beschäftigt.
Von Sommer 2021 bis zur Winterpause 2022/23 übte er unter Mario Haas die Position des Co-Trainer der U-16-Akademiemannschaft der Grazer aus. Danach wurde er Scout beim HNK Rijeka verließ den Verein jedoch nach einem knappen halben Jahr wieder im Mai 2023. Im Juni wurde er Spielanalyst der tadschikischen Fußballnationalmannschaft und war dort bis Mitte Februar 2024 beschäftigt.